# Schloss Marwang

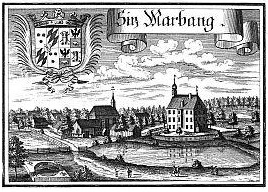
Schloss Marwang nach einem Stich von Michael Wening (1726)

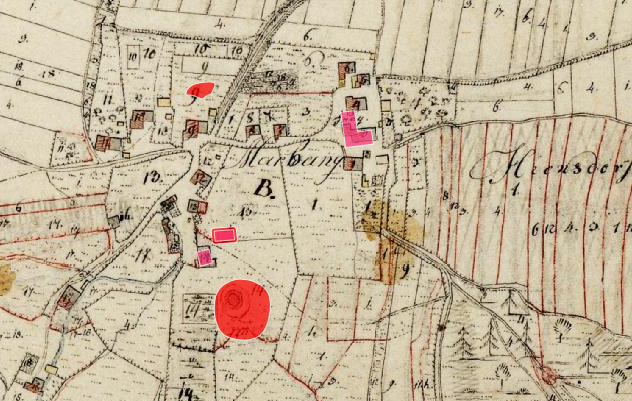
Lageplan von Schloss Marwang auf dem Urkataster von Bayern

Schloss Marwang ist der Name eines abgegangenen Schlosses in Marwang in der Gemeinde Grabenstätt im oberbayerischen Landkreis Traunstein. Die Anlage wird als Bodendenkmal unter der Aktennummer D-1-8141-0110 im Bayernatlas als „Burgstall des späten Mittelalters und der frühen Neuzeit ("Sitz Marwang")“ geführt. 

## Geschichte
Dem Ortsadelsgeschlecht, das bereits 1380 genannt wird, folgten mehrere Familien auf dem gefreiten Edelsitz Marwang. Im Jahr 1625 erwarb Ladislaus von Toerring zu Stein den Besitz im Ort. Dieser blieb danach in den Händen unterschiedlicher Toerringer Linien. Im 18. Jahrhundert ist das Schloss verfallen. Es wurde um 1780 abgebrochen. Es sind heute nur noch Reste eines Wallgrabens vorhanden.